# 柯克·马勒
柯克·马勒（英語：Kirk Muller，1966年2月8日—），加拿大男子冰球运动员，场上位置是前锋。他曾代表加拿大国家队参加1984年冬季奥林匹克运动会冰球比赛，获得第4名。